# Ossiach

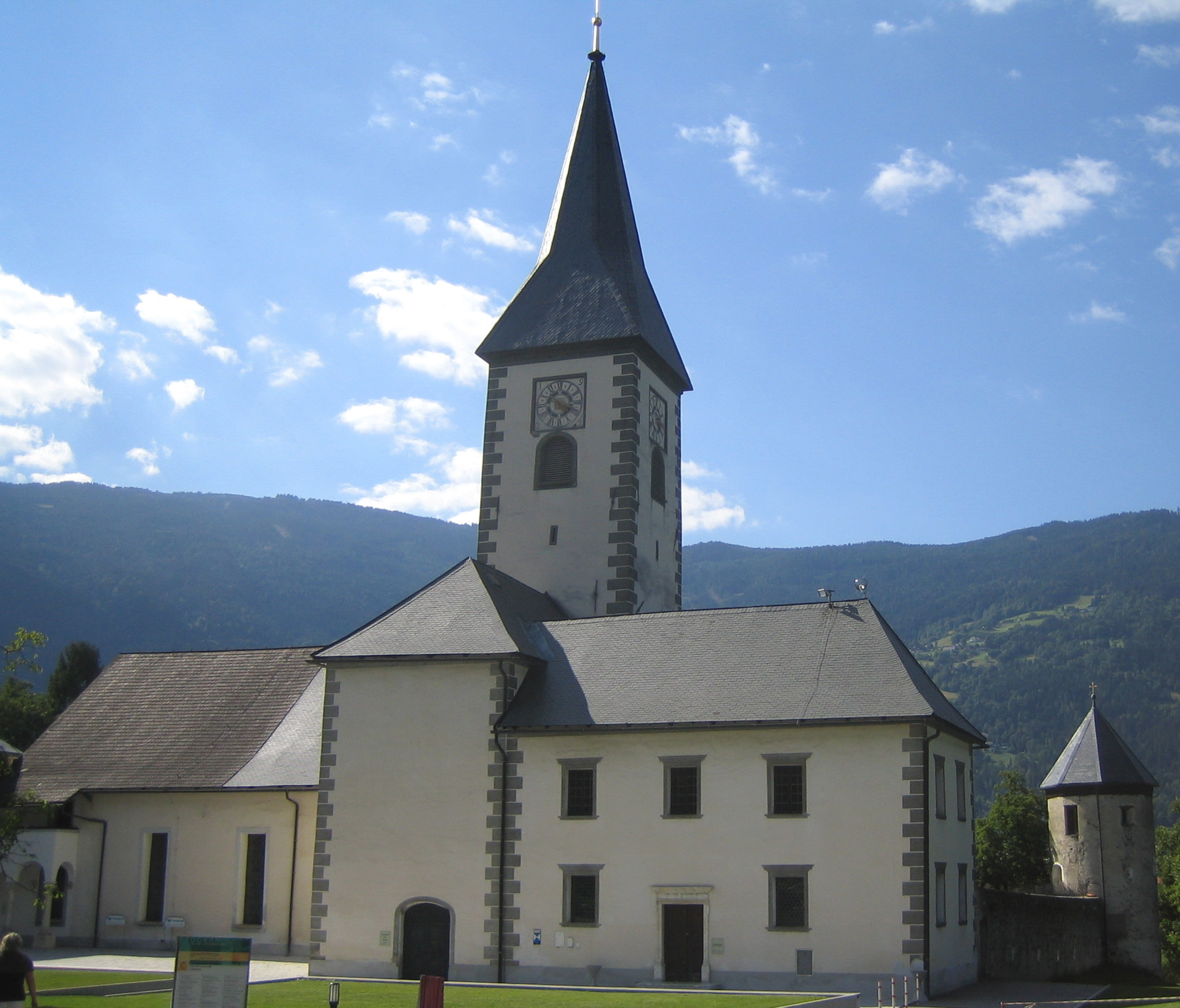
Kościół w Ossiach

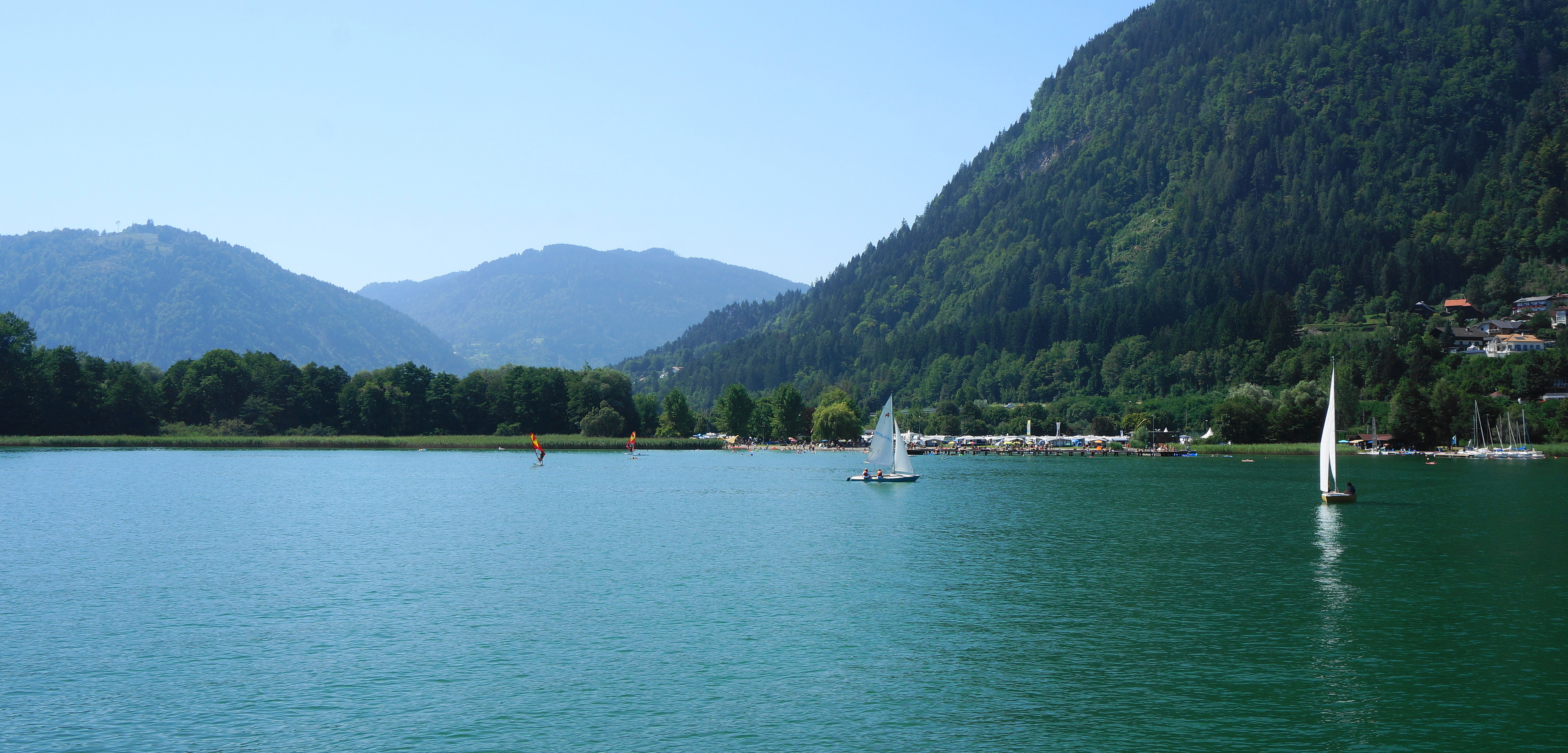
Jezioro Ossiacher See

Ossiach (słoweń. Osoje) – gmina w Austrii, w kraju związkowym Karyntia. w powiecie Feldkirchen. Liczy 719 mieszkańców (1 stycznia 2015). Jest usytuowana nad jeziorem Ossiacher See.
Znana jest przede wszystkim z opactwa benedyktynów, powstałego ok. 1000 r. z fundacji komesa Ozziusa. W opactwie tym - według miejscowej legendy - miał spocząć król Polski Bolesław II Szczodry. 
Opactwo Ossiach zostało założone około 1000 roku. Kościół klasztorny wzmiankowany jest w akcie z 1028 roku, a więc pierwszym kościołem zakonu benedyktynów w Księstwie Karyntii. Opactwo rozwinęło się w kościelne i kulturalne centrum regionu, choć poza jego murami nie powstało żadna większa osada. Kasata klasztoru nastąpiła na rozkaz cesarza Józefa II w 1783 roku.
Obecnie kościół słynie z festiwalu muzyki klasycznej Carinthischer Sommer, który odbywa się każdego roku w lipcu i sierpniu. Od 1974 r. w opactwie wystawiane są opery kościelne, zwłaszcza przypowieści Benjamina Brittena, a także inne przedstawienia teatralne. Niektórzy autorzy napisali utwory specjalnie na festiwal, m.in. Cesar Bresgen (Das Spiel vom Menschen, 1982) i Dieter Kaufmann (Bruder Bolesław, 1989).

## Legenda o grobie króla Bolesława II Szczodrego
Drugim opatem klasztoru był Teuzo, z którym związana jest legenda o polskim królu Bolesławie Szczodrym. Legenda głosi, że po zamordowaniu biskupa Stanisława polski król Bolesław II Szczodry żył w klasztorze Ossiach nierozpoznany jako „cichy pokutnik” i przyznał się opatow, że jest królem dopiero na łożu śmierci. Ta wersja z ucieczką do Karyntii pojawiła się wśród historyków polskich w XV wieku. Nie jest jasne czy Bolesław faktycznie mieszkał w Ossiach. Jego rzekomy grób znajduje się na północnej ścianie kościoła. Otwarcie grobu i dalsze prace wykopaliskowe w XIX i XX wieku nie były w stanie zapewnić tutaj żadnej jasności. Pomnik nagrobny od XVI wieku był obiektem kultu króla Bolesława, zwłaszcza wśród polskich pielgrzymów. W 1856 roku cesarz Franciszek Józef I złożył wieniec na domniemanym grobie. W 1905 roku Ziemia Koronna Galicji i Lodomerii podarowała kolegiacie witraże w emporach organowych. W 1945 r. polscy żołnierze wznieśli kamień pamiątkowy. Badania wykonane w latach 50. XX wieku pod kierownictwem Karoliny Lanckorońskiej udowodniły jednak ahistoryczność tej legendy,  ponieważ w grobowcu uważanym za miejsce spoczynku króla Bolesława znaleziono resztki zwłok Irinburgi, żony fundatora opactwa.

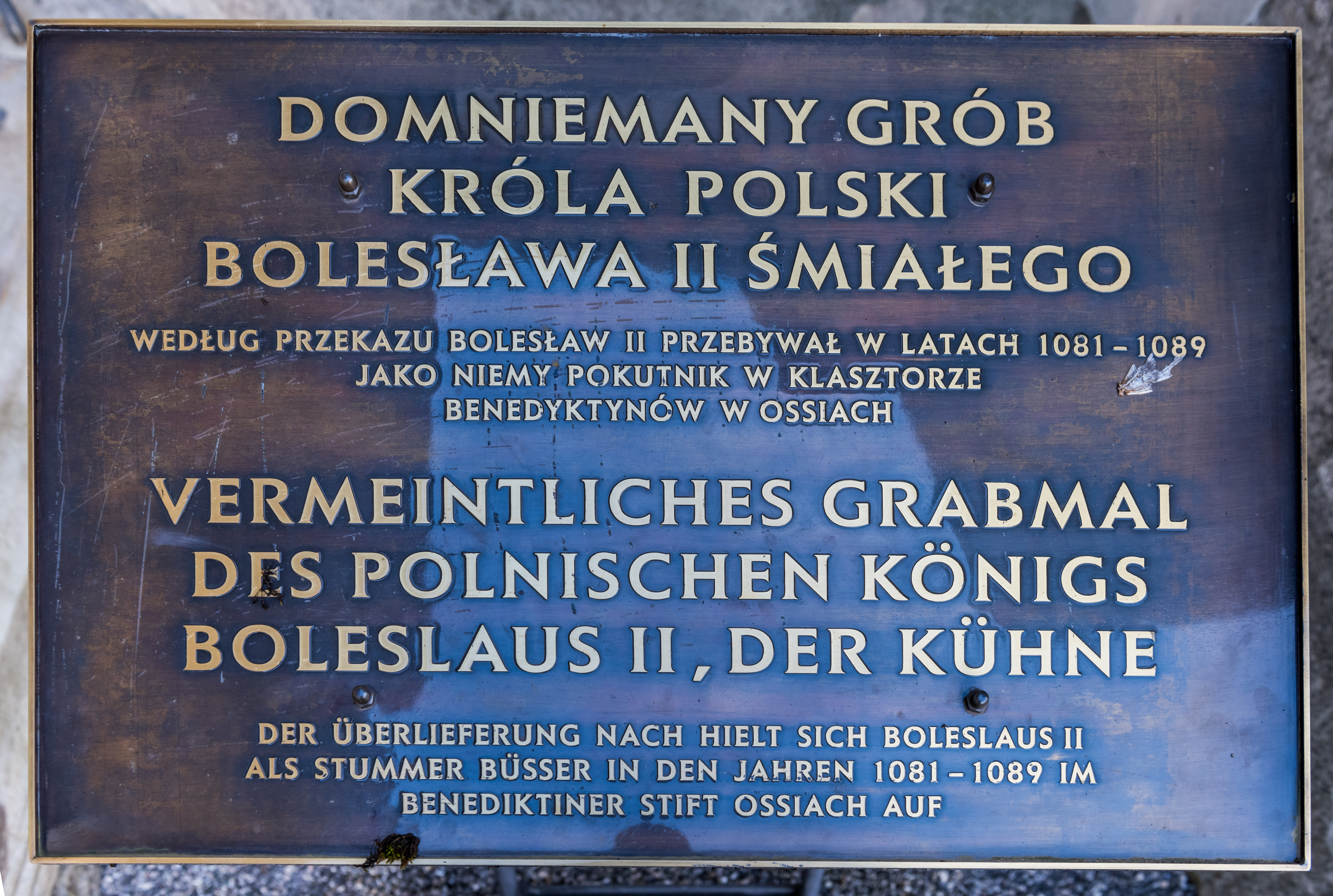
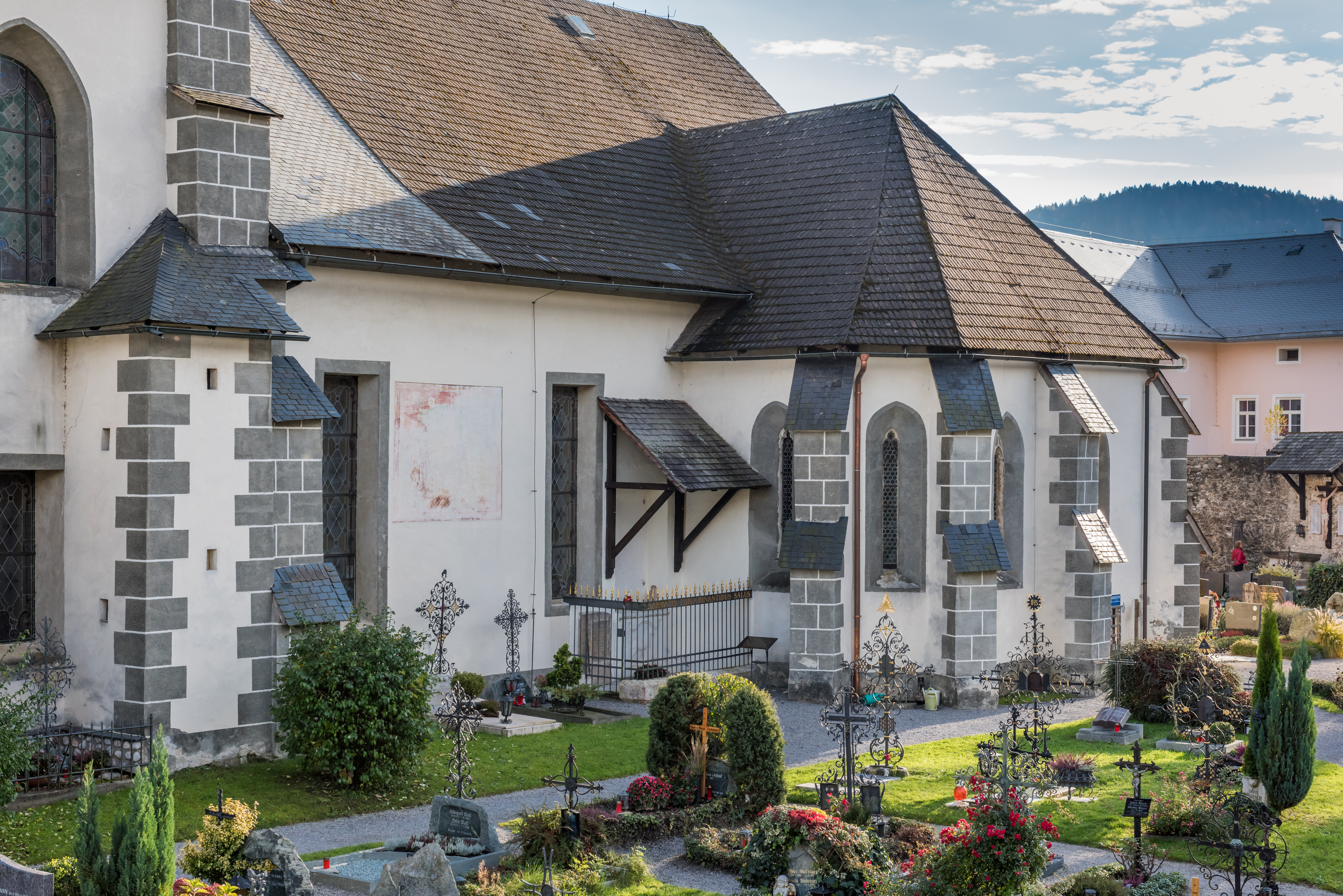
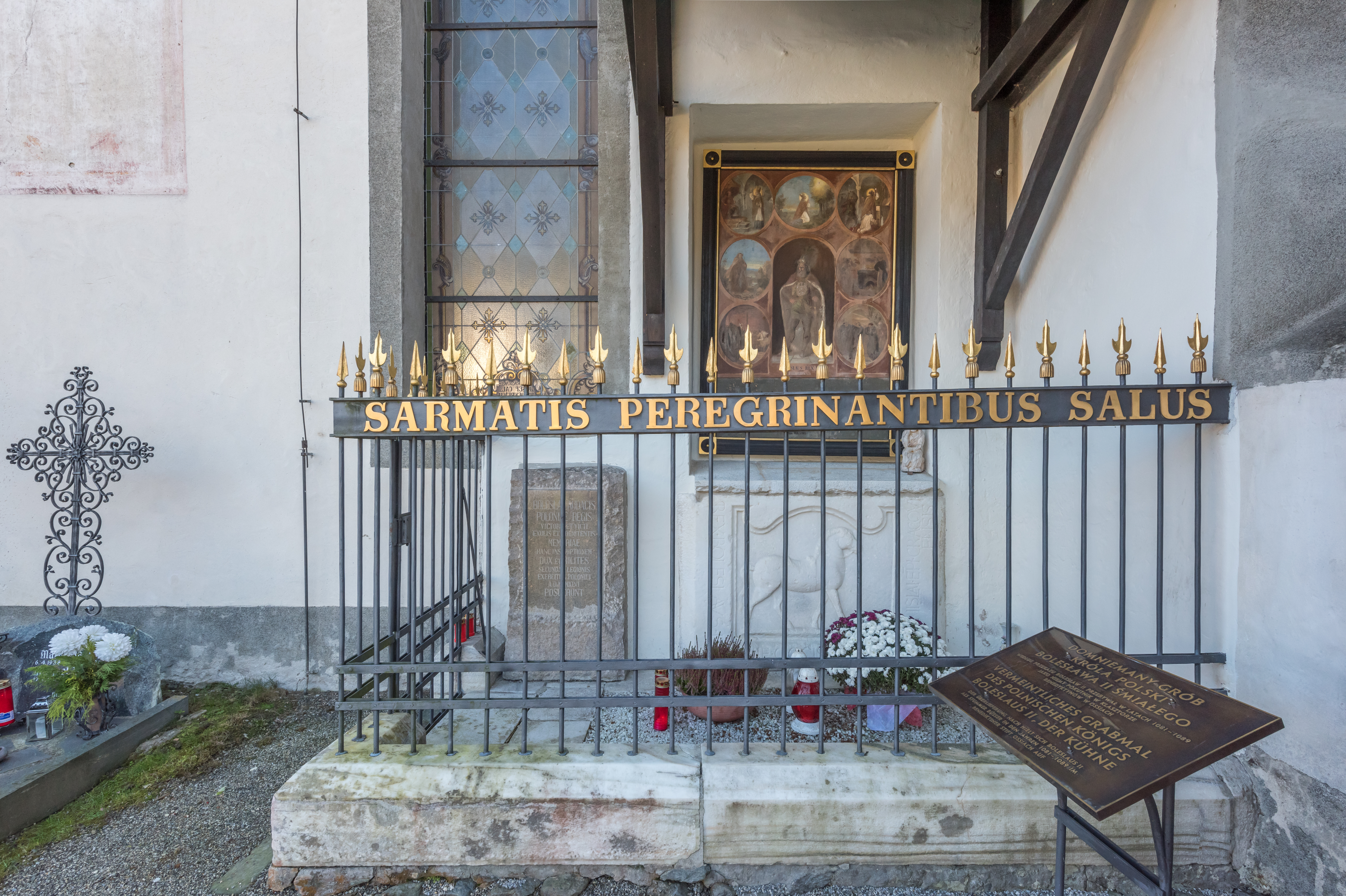
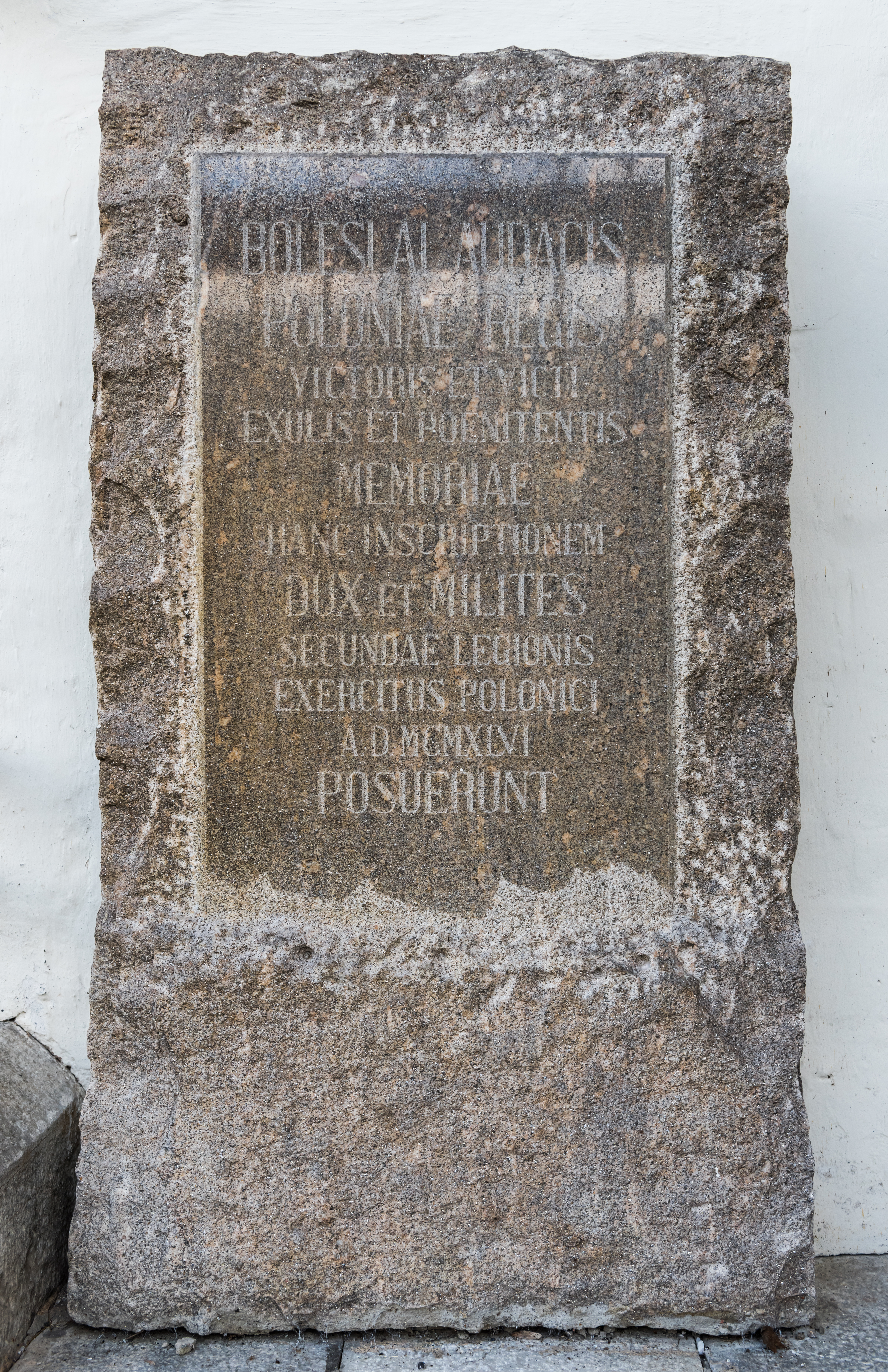
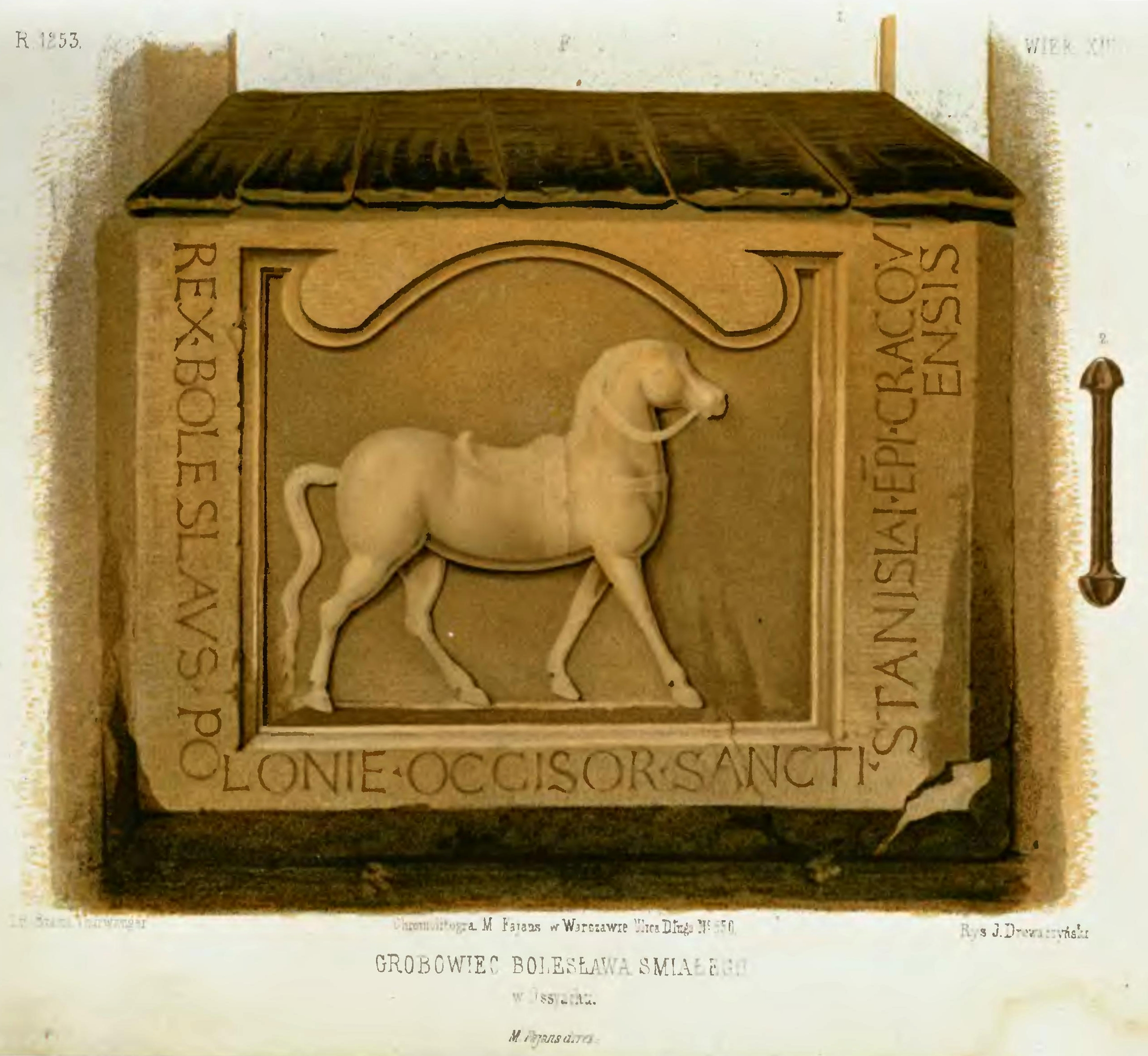
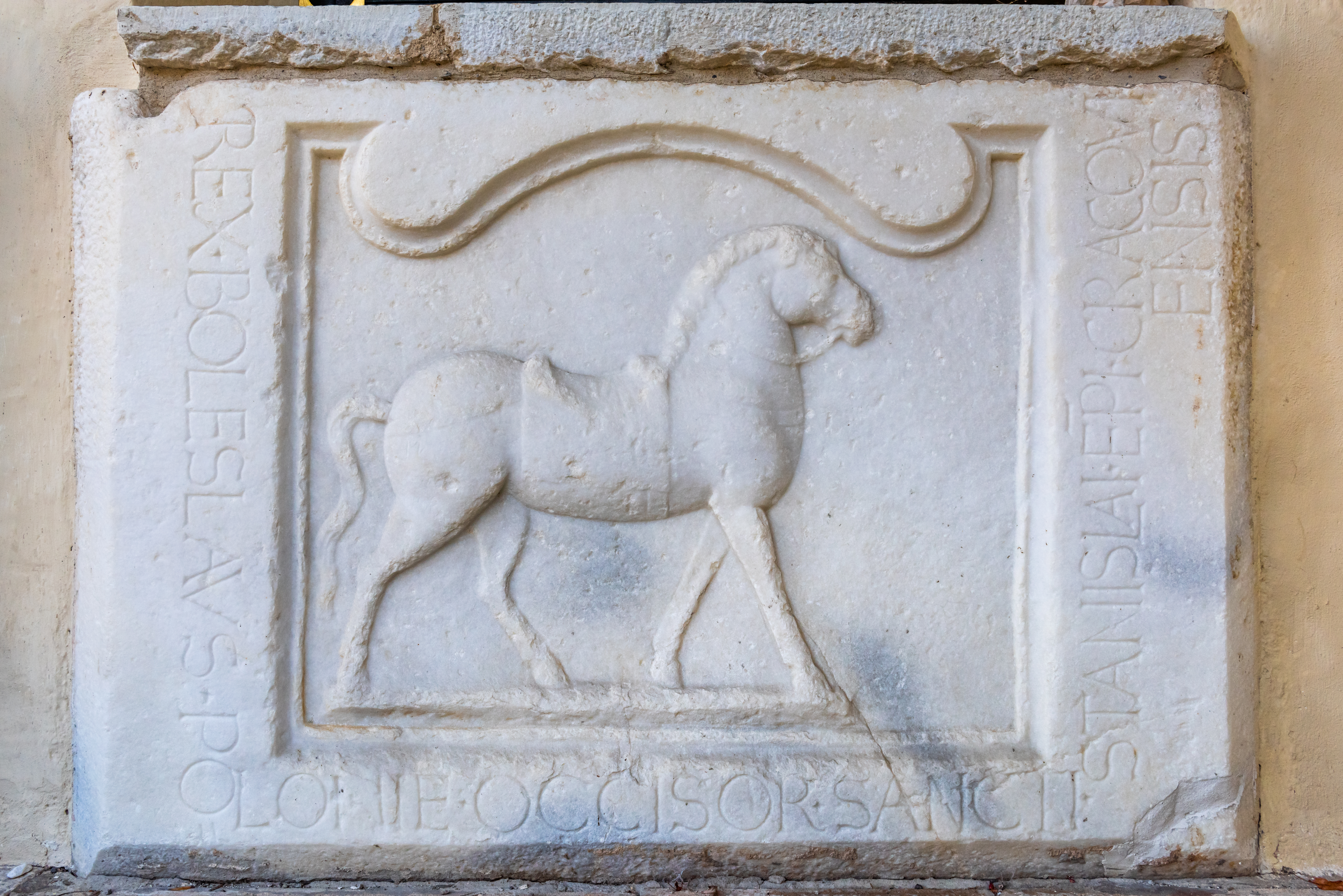
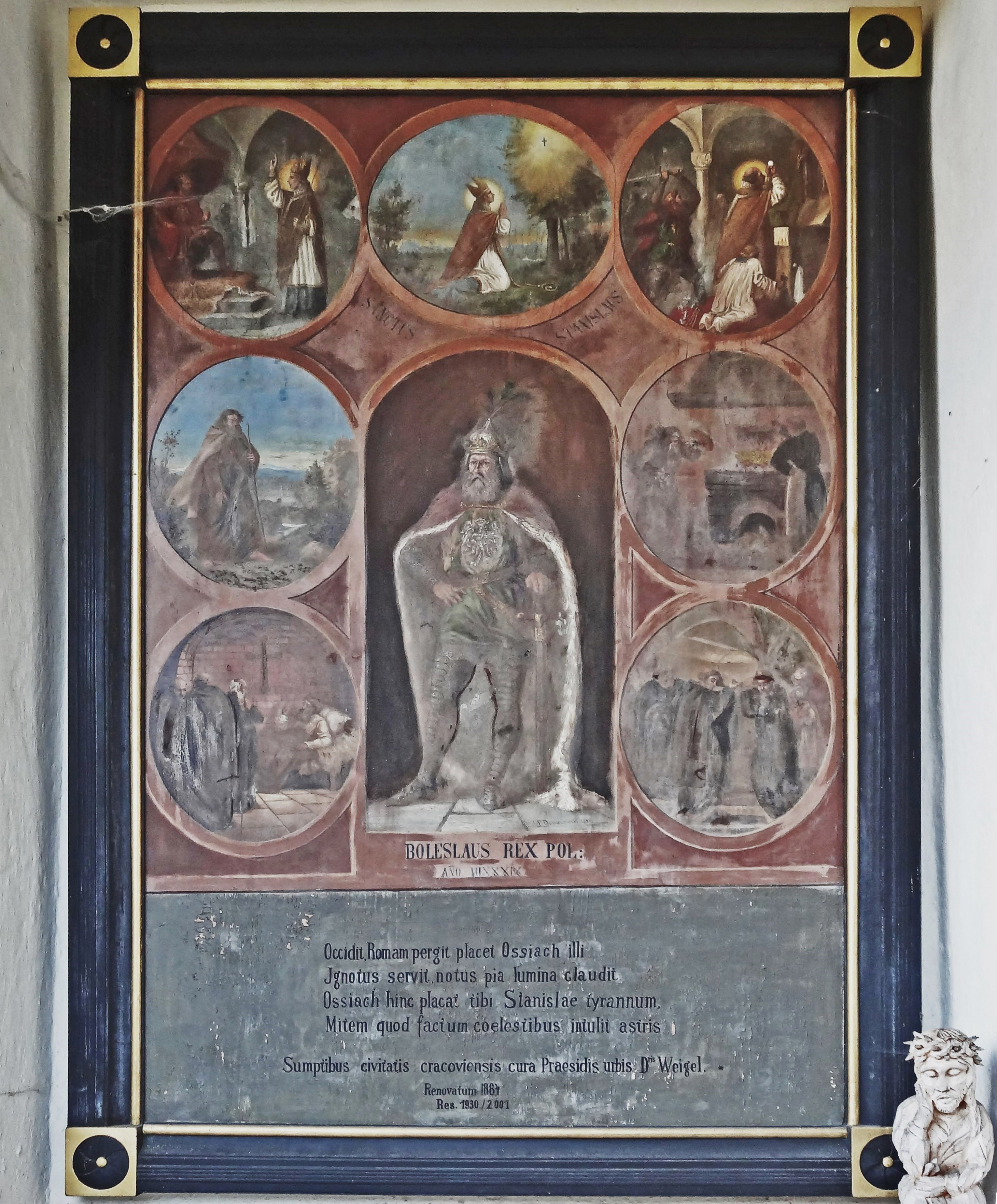
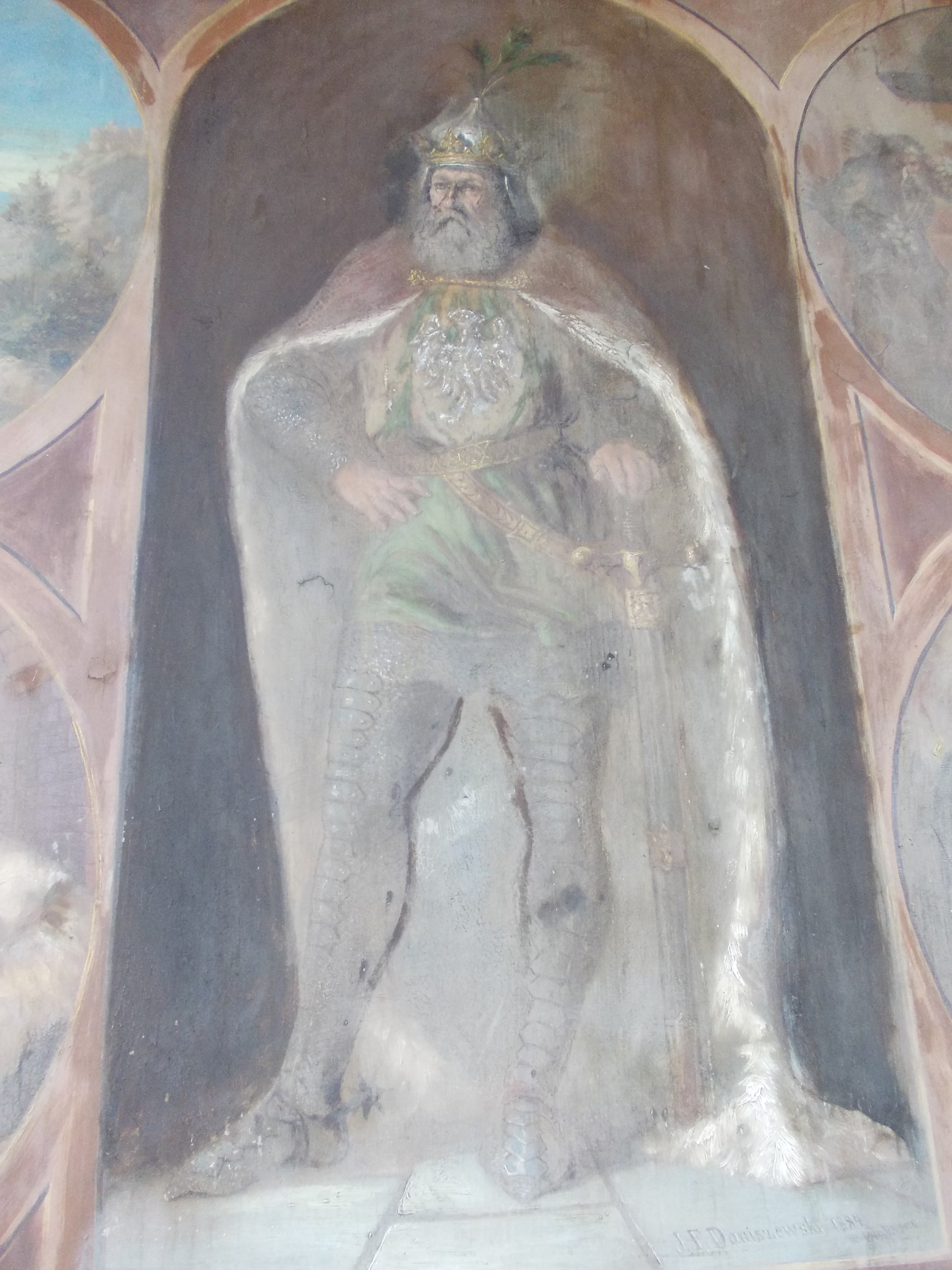